# Campeonato Internacional de Tênis de Campinas 2012
Il Campeonato Internacional de Tênis de Campinas 2012, noto anche come Tetra Pak Tennis Cup, è stato un torneo professionistico di tennis maschile giocato sulla terra rossa. È stata la 2ª edizione del torneo, facente parte dell'ATP Challenger Tour nell'ambito dell'ATP Challenger Tour 2012. Si è giocato a Campinas in Brasile dal 17 al 23 settembre 2012.

## Partecipanti ATP

### Teste di serie
| Nazionalità | Giocatore              | Ranking* | Testa di serie |
| ----------- | ---------------------- | -------- | -------------- |
| Russia      | Alex Bogomolov Jr.     | 90       | 1              |
| Brasile     | Rogério Dutra da Silva | 115      | 2              |
| Brasile     | Thiago Alves           | 140      | 3              |
| Argentina   | Guido Pella            | 148      | 4              |
| Argentina   | Martín Alund           | 149      | 5              |
| Portogallo  | Gastão Elias           | 154      | 6              |
| Brasile     | Ricardo Mello          | 157      | 7              |
| Brasile     | João Souza             | 171      | 8              |

- 1 Ranking al 10 settembre 2012.

### Altri partecipanti
Giocatori che hanno ricevuto una wild card:
- Enrique Bogo
- Raúl Francisquiny
- Thiago Monteiro
- João Pedro Sorgi

Giocatori che hanno ricevuto un entry come special exempt:
- Fabiano de Paula

Giocatori che sono passati dalle qualificazioni:
- Andrea Collarini
- Tiago Lopes
- Andrés Molteni
- Ricardo Siggia

## Campioni

### Singolare
- Guido Pella ha battuto in finale  Leonardo Kirche, 6–4, 6–0.

### Doppio
- Marcelo Demoliner /  João Souza hanno battuto in finale  Marcel Felder /  Máximo González con il punteggio di 6–1, 7–5